# Kunyu
Kunyu, en mandarin Kunyu (昆玉 ; pinyin : Kunyu ; ouïghour :قۇرۇمقاش شەھىرى ), est une ville de la région autonome du Xinjiang en Chine. La zone est située entre Yarkand (Shache) et Minfeng (Niya) sur la branche de la route de la soie qui contournait le désert du Taklamakan par le sud.

## Histoire
La ville fut fondée officiellement le 26 février 2016, avant sa fondation la zone fut administrée par la quatorzième division agricole du corps de production et de construction du Xinjiang.
Le quartier général de la quatorzième division est confondu avec le gouvernement de la ville, le commissaire politique est le secrétaire du comité de la ville, le commandant de la division est le maire de la ville, et de même pour toutes les autres fonctions.

## Géographie
La ville couvre une superficie de 687.13 kilomètres carrés.

## Démographie
En 2011, la population était constituée d'environ 67 % d’ethnie minoritaire et 33 % d'Hans.
La population de la ville était estimée à 40597 habitants en 2011.

## Économie
L'activité économique principale de la ville est l'agriculture, notamment la production de coton, fruits et légumes, etc. Les productions les plus importantes sont le jujube, le raisin, etc. La ville possède tout un éventail de fermes, depuis la production industrielle jusqu'aux fermes de petite taille.

## Communication
La ville est traversée par la route nationale 315.